# 賓漢 (2016年電影)
是一部於2016年上映的美國歷史史詩片，由提默·貝克曼比托夫執導，基斯·R·克拉克和約翰·雷利編劇。電影改編自盧·華萊士的1880年小說《賓漢：基督的故事》，本書曾於1925年和1959年改編成電影。由傑克·休斯頓、摩根·弗里曼、托比·凱貝爾、娜莎莉·波尼亞蒂和羅德林哥·桑特羅主演。正式拍攝於2015年2月2日在義大利的羅馬進行，歷時約6個月左右，於2015年8月完成。
《賓漢》2016年8月19日在北美上映（含3D和Digital 3D版本）。電影上映後獲得了普遍負評，並在全球僅獲得9400萬美元的票房，相對高達1億美元的成本可謂是票房炸彈。 

## 劇情
故事敘述猶大·賓漢（傑克·休斯頓 飾）原本是羅馬帝國的耶路撒冷貴族，因不願洩漏奮銳黨名單給予義兄馬薩拉（托比·凱貝爾 飾），且收留反羅馬的奮銳黨少年在家中，不料他在家中攻擊猶太行省羅馬總督彼拉多，為保全母親、妹妹和妻子以斯帖捨身認罪，馬薩拉無力相救，賓漢被遠放當奴隸；失去貴族身份的賓漢與親人分散，並在經歷了5年多的海上生活後，決心回來展開報復，在一名酋長的幫助下他必須藉由戰馬車比賽來擊敗馬薩拉，奪回屬於自己的一切。

## 演員
| 演員                 | 角色                           |
| 傑克·休斯頓          | 猶大·賓漢（Judah Ben-Hur）     |
| 摩根·弗里曼          | 謝赫·伊德勒姆（Sheik Ilderim） |
| 托比·凱貝爾          | 馬薩拉（Messala）              |
| 娜莎莉·波尼亞蒂      | 以斯帖（Esther）               |
| 羅德林哥·桑特羅      | 耶穌（Jesus）                  |
| 蘇菲亞·布萊克·狄艾莉 | 蒂爾扎（Tirzah）               |
| 阿耶莱特·祖里尔      | 娜歐蜜（Naomi）                |
| 莫伊塞斯·阿里亞斯    | 熱斯塔（Gestas）               |
| 馬文·坎薩林          | 德魯士（Druses）               |
| 皮魯·艾斯貝克        | 本丟·彼拉多（Pontius Pilate）  |

## 市場營銷
兩張首波劇照於2016年3月14日在《今日美國》上釋出。3月15日，今晚娛樂頻道獨家首播了部分戰車場景的片段，並在隔天在網上釋出了首支官方預告和前導海報。該預告也伴隨著已上映一週的《科洛弗10號地窖》播出。
該預告獲得了觀眾和影評人兩極的反應，認為它和《300壯士：帝國崛起》、《神鬼戰士》、風格相近。

## 反響

### 評價
爛番茄新鮮度26%，基於152條評論，平均得分4.7/10。Metacritic得分37，IMDB得5.2。評價兩極。主要被影評人批評角色、劇情和動作戲的力道都不足，認為此重拍根本沒意義。

### 票房
電影於8月19日上映，並與《火線掏寶》、《酷寶：魔弦傳說》共同競爭，《好萊塢報導》認為電影是2016年最高暑期票房風險之一。在上映的前三個星期，該網站報導說，電影在美國首映週末票房可能只有1400萬至1500萬美元，對於1億美元的成本來說相當不佳。並強調，米高梅和派拉蒙還有三個星期的時間作最後的市場宣傳，包括基於信仰的電影觀眾。
在美國首映週末，電影僅獲得1140萬美元的票房，名列第五，口碑不佳。最終在美國的上映時間也僅有49天。

## 外部連結
- 互联网电影数据库（IMDb）上《賓漢》的资料（英文）
- 爛番茄上《賓漢》的資料（英文）
- AllMovie上《賓漢》的资料（英文）
- Box Office Mojo上《賓漢》的資料（英文）
- Metacritic上《賓漢》的資料（英文）
- 開眼電影網上《賓漢》的資料（繁體中文）
- 豆瓣电影上《賓漢》的資料 （简体中文）